# Єрмаков Анатолій Ізотович
Єрмаков Анатолій Ізотович (* 20 травня 1939, Ворошиловград, УРСР — † 5 грудня 2011, Луганськ) — український вчений у галузі математики, досліджував проблеми апроксімації у хаусдорфовому просторі.

## Біографія
У 1963 році закінчив Ворошиловградський державний педагогічний інститут імені Тараса Шевченка за фахом «Математика і фізика».
Працював старшим викладачем на кафедрі вищої математики Ворошиловградського машинобудівного інституту. У 1981 році нагороджений почесним знаком «За отличные успехи в работе высшего образования СССР».
У 1984 році закінчив аспірантуру Московського державного університету імені М. В. Ломоносова за спеціальністю «Математичний аналіз» і захистив дисертацію на здобуття вченого ступеня кандидата фізико-математичних наук на тему «Зворотні теореми для наближення алгебраїчними поліномами в хаусдорфовій метриці».
З 1987 року і до кінця життя працював доцентом на кафедрах вищої математики і математичного аналізу Східноукраїнського національного університету імені Володимира Даля.
У 1998–2001 роках керував кафедрою математичного аналізу.
Нагороджений медаллю «Ветеран праці».

## Наукова діяльність
Галузь досліджень — теорія наближень, теорія функції комплексної змінної, різноманітні теорії функціонального аналізу.
Автор ряду наукових публікацій, зокрема:
- Ermakov A. I. Best Hausdorff Approximations by Algebraic Polynomials and Continuity of a Function // Mathematical Notes. 1980. V. 28, No. 6. P. 876–884.
- Ермаков А. И. О скорости хаусдорфовых приближений разрывных функций алгебраическими полиномами // Геометрические вопросы теории функций и множеств. Калинин: Изд-во КГУ, 1985. С. 46–62.
- Ermakov A. I. Best Hausdorff Approximations by Algebraic Polynomials and Porosity // Mathematical Notes. 1996. V. 59, No. 5. P. 498–506.
- Єрмаков A. I. Елементарне доведення однієї нерівності С. Н. Бернштейна в теорії функцій // Вісник СНУ ім. В. Даля. 2010. № 12 (142). С. 171–173.
- Єрмаков A. I. Задача Діріхле та теореми Вейєрштрасса про наближення // Вісник СНУ ім. В. Даля. 2011. № 11 (165). С. 262–266.

## Навчально-методична робота
Викладав лекції за наступними дисциплінами: «Вища математика», «Математичний аналіз», «Аналітична геометрія», «Лінійна алгебра», «Теорія функції комплексної змінної», «Операційне числення», «Функціональний аналіз».
Автор навчальних посібників, рекомендованих Міністерством освіти і науки України:
- Єрмаков А. І., Крамар М. М. Лінійна алгебра: Навчальний посібник. — Луганськ: Вид-во СУДУ, 2000. 176 с.
- Долженко Є. П., Єрмаков А. І. Теорія функції комплексної змінної та деякі її застосування: Навчальний посібник. — Луганськ: Вид-во СНУ ім. В. Даля, 2003. 192 с.
- Єрмаков А. І. Лекції з теорії функцій комплексної змінної: Навчальний посібник. — Луганськ: Вид-во СНУ ім. В. Даля, 2011. 186 с.